# Под Дубнём
Стадио́н Под Дубнём (словац. Štadión pod Dubňom), также именуемый Стадион «Жилина» (словац. Štadión MŠK Žilina) — футбольный стадион в Жилине, Словакия, домашняя арена клуба «Жилина» и сборной Словакии. Сооружение было открыто в 1941 году и названо в честь холма Дубень (словац. Dubeň), расположенного рядом со стадионом. Название сооружения в буквальном смысле означает, что это стадион, расположенный под холмом Дубень.

## Характеристики
Стадион состоит из четырёх отдельных крытых трибун, которые в последнее время были значительно расширены. Особое внимание было уделено западной, северной и южной трибунам. Внешняя стена северной трибуны до сих пор не построена. В конце кампании по реконструкции 2007—2008 была закрыта восточная трибуна. Её временное открытие состоялось во время кампании 2009—2010. Текущая вместимость стадиона составляет 11 181 зритель и в перспективе может достигнуть показателя в 15 000 мест.
С целью надлежащей безопасности, стадион был оснащен современным оборудованием, системой мониторинга. На стадионе имеется ряд прожекторов, общая освещённость которых составляет 1400 люкс. На стадионе также установлено современное видеотабло, предназначенное для показа повторов опасных моментов игры.

## История
Стадион был построен в 1941 году, а земля, отведённая под постройку, уже давно принадлежала клубу «Жилина», созданному ещё 20 июня 1908 года. По требованию УЕФА стадион в 2002 году был реконструирован, хотя процесс реконструкции стадиона длится и до текущего времени. Работы по реконструкции восточной трибуны были временно приостановлены в связи с участием «Жилины» в групповом этапе Кубка УЕФА сезона 2008/2009.
После реконструкции стадион отвечает требованиям УЕФА для проведения международных футбольных матчей. Первой международной игрой на стадионе стал товарищеский матч между сборными Словакии и Чили, который состоялся 17 ноября 2009 года, а матч посетили 11 076 зрителей.
В настоящий момент рядом со стадионом происходит строительство торгового центра, и целью владельцев стадиона стала необходимость объединения двух сооружений.
В ходе отборочного турнира к Евро 2012, руководство сборной Словакии решило провести 3 из 5 домашних матчей (против Ирландии, Армении и России) именно на стадионе «Под Дубнём».